# Ninja (streamer)
Richard Tyler Blevins (sinh ngày 5 tháng 6 năm 1991), được biết đến nhiều hơn với tên Ninja hoặc NinjasHyper, là một streamer Twitch và Nhân vật Internet. Tính đến ngày 14 tháng 12 năm 2021, anh là một trong những streamer được xem nhiều nhất Twitch với hơn 17,1 triệu lượt theo dõi và trung bình có hơn 50,000 lượt xem mỗi stream.
Ninja cũng có kênh trên YouTube là Ninja. Tính đến ngày 14 tháng 12 năm 2021, kênh YouTube này đang có hơn 23.9 triệu lượt đăng ký với hơn 2.4 tỷ lượt xem.

## Giải thưởng
- Người sáng tạo nội dung của năm (Game Awards): 2018[5]